# Lekkoatletyka na Letnich Igrzyskach Paraolimpijskich 2012 – 100 metrów T12 mężczyzn
W biegu na 100 metrów kl. T12 mężczyzn podczas Letnich Igrzysk Paraolimpijskich 2012 rywalizowało ze sobą 11 zawodników. W konkursie udział wzięły osoby niedowidzące o średnim stopniu upośledzenia wzroku.

## Wyniki

### Eliminacje
Bieg 1
| Poz. | Zawodnik              | Narodowość | Rezultat | Uwagi |
| ---- | --------------------- | ---------- | -------- | ----- |
| 1    | Fiodor Trikolicz      | Rosja      | 10,91    | Q     |
| 2    | Maximiliano Rodriguez | Hiszpania  | 11,12    | q     |
|      | Yang Yuqing           | Chiny      | 11,16    |       |
|      | Gabriel Potra         | Portugalia | 11,65    |       |

Bieg 2
| Poz. | Zawodnik                | Narodowość        | Rezultat | Uwagi |
| ---- | ----------------------- | ----------------- | -------- | ----- |
| 1    | Li Yansong              | Chiny             | 10,96    | Q     |
| 2    | Thomas Ulbricht         | Niemcy            | 11,29    |       |
| 3    | Ahmed Abdul Amir Kadhim | Irak              | 11,77    |       |
|      | Josiah Jamison          | Stany Zjednoczone | DQ       |       |

Bieg 3
| Poz. | Zawodnik                  | Narodowość | Rezultat | Uwagi |
| ---- | ------------------------- | ---------- | -------- | ----- |
| 1    | Mateusz Michalski         | Polska     | 10,96    | Q     |
| 2    | Jorge B. Gonzalez Sauceda | Meksyk     | 11,60    |       |
| 3    | Rodolfo Alves             | Portugalia | 11,91    |       |

### Finał
| Poz. | Zawodnik              | Narodowość | Rezultat | Uwagi |
| ---- | --------------------- | ---------- | -------- | ----- |
| 1    | Fiodor Trikolicz      | Rosja      | 10,81    |       |
| 2    | Mateusz Michalski     | Polska     | 10,88    |       |
| 3    | Li Yansong            | Chiny      | 10,91    |       |
| 4    | Maximiliano Rodriguez | Hiszpania  | 11,20    |       |